# Walckenaeria fuscocephala
Walckenaeria fuscocephala là một loài nhện trong họ Linyphiidae.
Loài này thuộc chi Walckenaeria. Walckenaeria fuscocephala được Jörg Wunderlich miêu tả năm 1987.